# Thomson Allan
Thomson Sandlands Allan, né le 5 octobre 1946 à Longridge en Écosse, est un  footballeur international écossais qui évoluait au poste de gardien de but.

## Biographie

### Carrière en club
Au cours de sa carrière, Thomson Allan dispute 249 matchs au sein des championnats écossais, et 12 matchs au sein du championnat du Canada.
Il joue également 9 matchs en Coupe de l'UEFA.

### Carrière en équipe nationale
Thomson Allan joue deux matchs en équipe d'Écosse lors de l'année 1974.
Il reçoit sa première sélection le 27 mars 1974, en amical contre l'Allemagne (défaite 2-1 à Francfort-sur-le-Main). Il joue son second match le 6 juin 1974, en amical contre la Norvège (victoire 1-2 à Oslo).
Il est retenu par le sélectionneur Willie Ormond afin de participer à la Coupe du monde 1974 organisée en Allemagne, en tant que gardien remplaçant. Il ne joue aucun match lors du mondial.

## Palmarès
| Hibernian - Coupe de la Ligue d'Écosse : - Finaliste : 1968-69. |  | Dundee - Coupe de la Ligue d'Écosse (1) : - Vainqueur : 1973-74. |  | Heart of Midlothian - Championnat d'Écosse D2 (1) : - Champion : 1979-80. |